# شيدر (قرية)
شيدر هي قرية كبيرة وأبرشية مدنية في مقاطعة سيدجيمور في الإقليم الإنجليزي سومرست. وتقع على الحافة الجنوبية لتلال منديب (Mendip)، وشمال غربويلز. وتتضمن الأبرشية المدنية نجوع نايلاند (Nyland) وبرادلي كروس (Bradley Cross). وهذه القرية تتميز بمجلس أبرشي يبلغ عدد سكانها 5093 نسمة وبها مساحة مزروعة منذ 1961.
خليج شيدر هو أكبر خليج في المملكة المتحدة ويشتمل على العديد من الكهوف السياحية منها كهف غوف (Gough). ويعد خليج شيدر مركزًا للمستوطنات البشرية منذ العصر الحجري الحديث، بما في ذلك قصر سكسوني. تتميز قرية شيدر بالمناخ المعتدل وبها بيئة جيولوجية وبيولوجية فريدة من نوعها من خلال تعيين عدة أماكن بها باعتبارها من المواقع ذات الاهتمام العلمي الخاص. وهي أيضًا موقع للعديد من مقالع الحجر الجيري. وأطلق اسم القرية على جبنة شيدر وكانت مركزًا لنمو الفراولة، حيث كان يتم نقل المحصول عن طريق خط وادي قرية شيدر، الذي أُغلق في أواخر ستينيات القرن الماضي ولكنه يُستخدم الآن كمسار للدراجات. وهي الآن وجهة سياحية رئيسية حيث تتميز بالعديد من المنشآت الثقافية والمجتمعية، بما في ذلك متحف كهوف شيدر السياحية.
تدعم القرية مجموعة متنوعة من الفئات المجتمعية بما في ذلك بعض المنظمات الدينية والرياضية والثقافية. وتعتمد العديد من هذه المنظمات على موقع مدرسة ملوك ويسكس، والتي تعد أكبر مؤسسة تعليمية.

## معلومات تاريخية
يوجد أدلة على احتلال شيدر في فترة العصر الحجري الحديث. وفي عام 1903، تم العثور على أقدم هيكل عظمي كامل في بريطانيا، المعروف باسم إنسان شيدر، والذي يُقدر عمره بـ 9000 سنة. كذلك، تم العثور على بقايا أقدم من العصر الحجري القديم العلوي (منذ 12000 - 13000). وهناك بعض الأدلة على وجود نظام حقلي يرجع إلى العصر البرونزي في موقع مقلع كومبي باتس (Batts Combe quarry). وهناك أيضًا شواهد على وجود عربات يد تنتمي إلى العصر البرونزي على التل في وادي لونج وود (Longwood valley)، والتي من المحتمل أن تكون جزءًا من النظام الحقلي إذا كانت من صنع الإنسان.

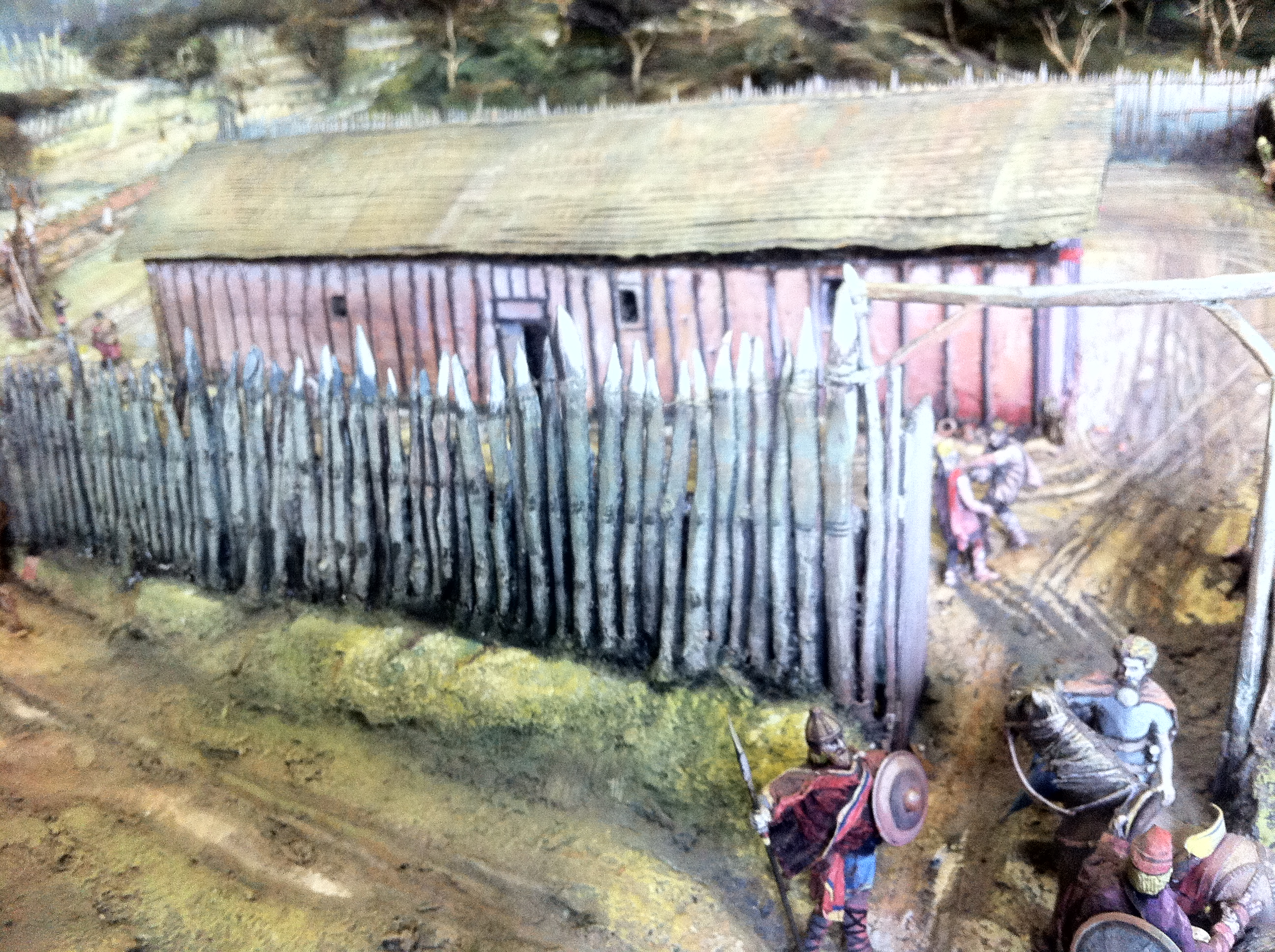
إعادة بناء القصر الساكسوني الملكي في شيدر سنة 1000 م تقريبًا

حظيت قرية شيدر بأهمية بالغة في أثناء العصرين الروماني والساكسوني. وفي أثناء العصر الساكسوني، كان بها قصر ملكي استُخدِم في ثلاث مناسبات أثناء القرن العاشر في استضافة مجلس شورى الملك الذي كان يُطلق عليه ويتيناجيموت (Witenagemot). وتم التنقيب عن بقايا القصر في ستينيات القرن الماضي. وقد وجدت هذه البقايا عند أساسات مدرسة ملوك ويسيكس، إلى جانب كنيسة صغيرة من القرن الرابع عشر مخصصة لسانت كولومبانوس (Columbanus). وتم اكتشاف بقايا آثار رومانية أيضًا في الموقع ذاته. وتم إدراج قرية شيدر في كتاب دوميزدي لعام 1086 باسم سيدر، التي تعني «المياه النقية»، من كلمتي سير (scear) من الإنجليزية العتيقة ودي دبليو أر (dwr) من الكلتية  وفي أوائل عام 1130، اشتهر خليج شيدر بأنه أحد «عجائب إنجلترا الأربعة». تاريخيًا، كان مصدر ثروة شيدر الزراعة وصناعة الجبن والتي اشتهرت بها منذ أوائل عام 1170. وكانت الأبرشية جزءًا من هندريد في وينترستوك (Winterstoke).
وبدأت السياحة في خليج شيدر وكهوفها مع افتتاح سكة حديد وادي شيدر في 1869.
وكانت شيدر والقرى المحيطة بها، وعلى وجه التحديد خليج شيدر، عرضة لفيضانات متكررة. وفي فيضان 1968 الكبير غمر تدفق المياه الصخور الكبيرة أسفل الخليج، وجرفت معها السيارات، ودمرت المقهى ومدخل كهف غوف.

## وصلات خارجية
- Cheddar على مشروع الدليل المفتوح